# كولن دان
كولن دان (بالإنجليزية: Colin Dann)‏ (1943، لندن في المملكة المتحدة)؛ كاتب للأطفال، كاتب وروائي بريطاني.

## روابط خارجية
- كولن دان على موقع IMDb (الإنجليزية)